# Ганс Бенда
Ганс Бенда (нім. Hanns Benda; 19 серпня 1877, Мец — 27 лютого 1951, Маленте) — німецький офіцер, один із найвищих чиновників ВМС, міністерський директор (1 листопада 1939), адміралоберштабсінтендант крігсмаріне (1 травня 1944). Кавалер Німецького хреста в сріблі.

## Біографія
В 1896/99 роках вивчав право у Лейпцизькому та Єнському університетах. 18 жовтня 1899 року отримав звання лейтенанта резерву. З 1900 року служив в різних судах у Веймарі. 1 березня 1904 року вступив на службу в інтендантське управління у Вільгельмсгафені, де 1 березня 1909 року очолив 9-те управління. 6 липня 1914 року переведений в Центральне управління Імперського морського управління. З 15 липня 1919 року — референт у штабі командувача ВМС. 1 червня 1935 року призначений начальником Господарського управління Морського керівництва (з червня 1935 року — ОКМ). 1 листопада 1939 року після чергової реорганізації ОКМ очолив Адміністративне управління. 19 серпня 1942 року персонально отримав ранг адмірала. 28 лютого 1945 року вийшов у відставку.

## Нагороди
- Залізний хрест 2-го класу
- Медаль «За вислугу років у ландвері» (Пруссія) 2-го класу
- Ганзейський Хрест (Гамбург)
- Військовий Хрест Фрідріха-Августа (Ольденбург) 2-го класу
- Почесний хрест ветерана війни
- Медаль «За вислугу років у Вермахті» 4-го, 3-го, 2-го і 1-го класу (25 років)
- Хрест Воєнних заслуг 2-го і 1-го класу з мечами
- Німецький хрест в сріблі (18 березня 1945)